# Lijst van voetbalinterlands Eritrea - Somalië
Deze lijst van voetbalinterlands is een overzicht van alle officiële voetbalwedstrijden tussen de nationale teams van Eritrea en Somalië. De landen hebben tot op heden drie keer tegen elkaar gespeeld. De eerste ontmoeting was een wedstrijd tijdens de CECAFA Cup 2001 op 14 december 2001 in Kigali (Rwanda). Het laatste onderlinge duel, een groepswedstrijd tijdens de CECAFA Cup 2019, werd gespeeld in Kampala (Oeganda) op 15 december 2019.

## Wedstrijden
| № | Plaats  | Datum            | Competitie      | Wedstrijd         | Uitslag |
| - | ------- | ---------------- | --------------- | ----------------- | ------- |
| 1 | Kigali  | 14 december 2001 | CECAFA Cup 2001 | Eritrea − Somalië | 0 − 0   |
| 2 | Nairobi | 5 december 2009  | CECAFA Cup 2009 | Somalië − Eritrea | 1 − 3   |
| 3 | Kampala | 15 december 2019 | CECAFA Cup 2019 | Somalië − Eritrea | 0 − 0   |

## Samenvatting
| Competitie | Totaal gespeeld | Winst Eritrea | Gelijk | Winst Somalië | Doelsaldo Eritrea – Somalië |
| ---------- | --------------- | ------------- | ------ | ------------- | --------------------------- |
| CECAFA Cup | 3               | 1             | 2      | 0             | 3 − 1                       |
| Totaal     | 3               | 1             | 2      | 0             | 3 − 1                       |

ENFF · 
Eritrees vrouwenelftal
Interlands
Tegenstander:
Angola ·
Botswana ·
Burundi ·
Djibouti ·
Ghana ·
Jemen ·
Kameroen ·
Kenia ·
Malawi ·
Mali ·
Mozambique ·
Namibië ·
Nigeria ·
Oeganda ·
Rwanda ·
Senegal ·
Seychellen ·
Soedan ·
Somalië ·
Swaziland ·
Tanzania ·
Zimbabwe
SFF · A-internationals
1970-1979 ·
1980-1989 ·
1990-1999 ·
2000-2009 ·
2010-2019 ·
2020-2029
1972 ·
1973 · 
1974 · 
1975 · 
1976 · 
1977 · 
1978 · 
1979 ·
1980 · 
1981 ·
1982 · 
1983 · 
1984 · 
1985 · 
1986 · 
1987 ·
1988 ·
1989 ·
1990 ·
1991 ·
1992 ·
1993 ·
1994 · 
1995 · 
1996 ·
1997 ·
1998 ·
1999 · 
2000 · 
2001 · 
2002 · 
2003 · 
2004 · 
2005 · 
2006 · 
2007 · 
2008 · 
2009 · 
2010 · 
2011 · 
2012 ·
2013 ·
2014 ·
2015 ·
2016 ·
2017 ·
2018 ·
2019 ·
2020 ·
2021 ·
2022 ·
2023
Algerije ·
Botswana ·
Burundi ·
China ·
Djibouti ·
Egypte ·
Eritrea ·
Ethiopië ·
Ghana ·
Guinee ·
Kameroen ·
Kenia ·
Libanon ·
Malawi ·
Marokko ·
Mauritanië ·
Mozambique ·
Niger ·
Oeganda ·
Oman ·
Rwanda ·
Sierra Leone ·
Soedan ·
Swaziland ·
Tanzania ·
Tunesië ·
Zambia ·
Zimbabwe ·
Zuid-Soedan